# James Ratti
Pour les articles homonymes, voir Ratti.

a Compétitions nationales et continentales officielles uniquement.

b Matchs officiels uniquement.
Dernière mise à jour le 27 décembre 2024.
James Ratti, né le 14 octobre 1997 à Swansea (pays de Galles), est un joueur international gallois de rugby à XV jouant aux postes de deuxième ligne, troisième ligne centre et troisième ligne aile aux Ospreys.

## Biographie

### Jeunesse et formation
James Ratti commence la pratique du rugby à XV au Dunvant RFC, où il joue en tant que troisième ligne centre. Il joue ensuite pour le Bishopston RFC, le Llandovery College et le Gower College avant de rejoindre le centre de formation des Ospreys.
En 2016, il est sélectionné en équipe du pays de Galles des moins de 20 ans pour le Tournoi des Six Nations, mais ne participe à aucun match. Il est rappelé avec cette sélection l'année suivante pour le Tournoi des Six Nations des moins de 20 ans 2017.

### Carrière senior
James Ratti commence sa carrière professionnelle avec les Ospreys durant la saison 2016-2017. Cependant, n'arrivant pas à s'imposer et jouant la majorité du temps avec les clubs d'Aberavon RFC et de Swansea RFC en Championnat du pays de Galles,, il est libéré par les Ospreys en 2019. Il décide alors de quitter le monde professionnel et de se relancer avec le Cardiff RFC en Championnat du pays de Galles,.
Après de bons matchs avec cette nouvelle équipe, il est intégré à l'effectif des Cardiff Blues qui lui donnent sa chance pour la première fois en novembre 2019 contre le Rugby Calvisano en Challenge européen. Il obtient de plus en plus de temps de jeu et se voit même récompensé d'un contrat long terme au mois de janvier 2020,. Après avoir joué tout son début de carrière au poste de deuxième ligne, il est repositionné en troisième ligne lors de sa deuxième saison à Cardiff.
Par la suite, il est appelé pour la première fois avec l'équipe sénior du pays de Galles pour le Tournoi des Six Nations 2022. Il est de nouveau sélectionné pour la tournée d'été 2022 en Afrique du Sud mais n'obtient toujours pas sa première sélection avec son pays.
Durant la saison 2022-2023, il fait sa cinquantième apparition avec Cardiff Rugby lors d'un match face au CA Brive. À la fin de cette saison, Ratti quitte le club.
À partir de la saison 2023-2024, James Ratti fait son retour aux Ospreys, son ancienne province. En juin 2024, alors qu'il n'est tout d'abord pas convoqué pour la tournée d'été en Afrique du Sud, il est finalement appelé dans le groupe afin de compenser plusieurs blessures. Il fait ses débuts internationaux le 22 juin 2024, entant en jeu lors de la défaite 41 à 13 contre les Springboks.